# Ракич, Милан
Ми́лан Ра́кич (серб. Милан Ракић; 18 сентября 1876, Белград — 30 июня 1938, Загреб) — сербский поэт и дипломат. Сын государственного деятеля Миты Ракича, внук учёного и писателя Милана Миличевича.
Изучал право в Париже и по окончании университета сразу поступил на дипломатическую службу. Занимал должность сербского консула в Скопье и Приштине, населённых в значительной степени сербами, но принадлежавших Османской империи. В 1911 году возглавил консульский отдел Министерства иностранных дел Сербии. С началом Первой Балканской войны самовольно оставил службу и присоединился к добровольческому отряду Войина Поповича, при взятии Приштины вошёл в город, где раньше был консулом, во главе вооружённой колонны. По окончании войны входил в состав сербской делегации на Лондонской мирной конференции. Затем работал на дипломатических постах в Бухаресте, Стокгольме, Осло, Лондоне и Копенгагене, в 1921—1927 гг. посол Королевства сербов, хорватов и словенцев в Болгарии, в 1927—1933 гг. чрезвычайный и полномочный посол в Италии.

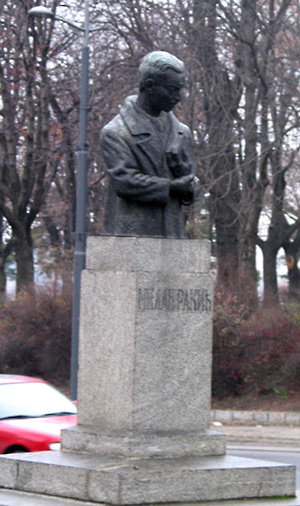
Памятник Милану Ракичу в Белграде

Опубликовал первые стихи в 1902 г., в 1903 г. выпустил сборник стихов, ставший первой книгой сербского поэтического модернизма. Из-за высокой требовательности к себе в дальнейшем опубликовал лишь ещё одну книгу (1912). В 1922 г. избран членом-корреспондентом, в 1934 г. академиком Сербской академии наук.
Несмотря на то, что Ракичу принадлежит всего 64 стихотворения, он считается одним из национальных классиков, основоположником сербской поэзии XX века (наряду с Йованом Дучичем и Алексой Шантичем). В поэзии Ракича важны патриотические мотивы.